# Csengersima, Szabolcs-Szatmár-Bereg
Csengersima  este un sat în districtul Csenger, județul Szabolcs-Szatmár-Bereg, Ungaria, având o populație de 748 de locuitori (2011). 

## Demografie
Componența etnică a satului Csengersima
     Maghiari (92,72%)
     Români (3,78%)
     Romi (3,5%)
Componența confesională a satului Csengersima
     Reformați (59,09%)
     Romano-catolici (14,04%)
     Greco-catolici (8,69%)
     Fără religie (1,07%)
     Necunoscută (16,44%)
     Ortodocși (0,67%)
Conform recensământului din 2011, satul Csengersima avea 748 de locuitori. Din punct de vedere etnic, majoritatea locuitorilor (92,72%) erau maghiari, existând și minorități de români (3,78%) și romi (3,5%).  Din punct de vedere confesional, majoritatea locuitorilor (59,09%) erau reformați, existând și minorități de romano-catolici (14,04%), greco-catolici (8,69%) și persoane fără religie (1,07%). Pentru 16,44% din locuitori nu este cunoscută apartenența confesională.